# オットー2世 (シュヴァーベン大公)
シュヴァーベン公オットー2世（Otto II., ? - 1047年）は、エッツォ家のロートリンゲン宮中伯（1世、在位：1034年 - 1045年）、シュヴァーベン公（2世、在位：1045年 - 1047年）。オットーはロートリンゲン宮中伯エッツォとマティルデ（皇帝オットー2世の娘）の間の息子である。弟ケルン大司教ヘルマン2世（在位：1036年 - 1056年）は、皇帝ハインリヒ3世とロートリンゲン公ゴットフリート3世との争いにおいて、ハインリヒ3世を支持した。

## 生涯
1034年、父エッツォが死去した。オットーの兄ルドルフ（リウドルフ）は1031年にすでに死去しており、オットーが父の跡を継いでロートリンゲン宮中伯となった。1045年4月7日、ローマ王ハインリヒ3世は自身が持っていたシュヴァーベン公位をオットーに与えた。その代わりに、オットーはロートリンゲン宮中伯位を従兄弟ハインリヒ1世に譲り、また、オットーの領地であったライン川中流の要衝カイザースヴェルトおよびデュイスブルクはハインリヒ3世に譲渡された。
1047年、オットーは自身の城であるトンブルク城で突然死去した。オットーはフランドル伯ボードゥアン5世による侵攻に対する皇帝の遠征の準備の最中であった。オットーはブラウヴァイラー修道院に埋葬された。1048年、皇帝はオットー2世の後継としてオットー・フォン・シュヴァインフルトをシュヴァーベン公に任じた。

## 子女
オットーはエギスハイム伯フーゴ6世の娘と結婚し、以下の子女を儲けた。
- リヒェンツァ（1025年頃 - 1083年） - 最初にヴェルル伯ヘルマン3世と結婚、次にバイエルン公オットー・フォン・ノルトハイムと再婚。